# Benignus von Dijon

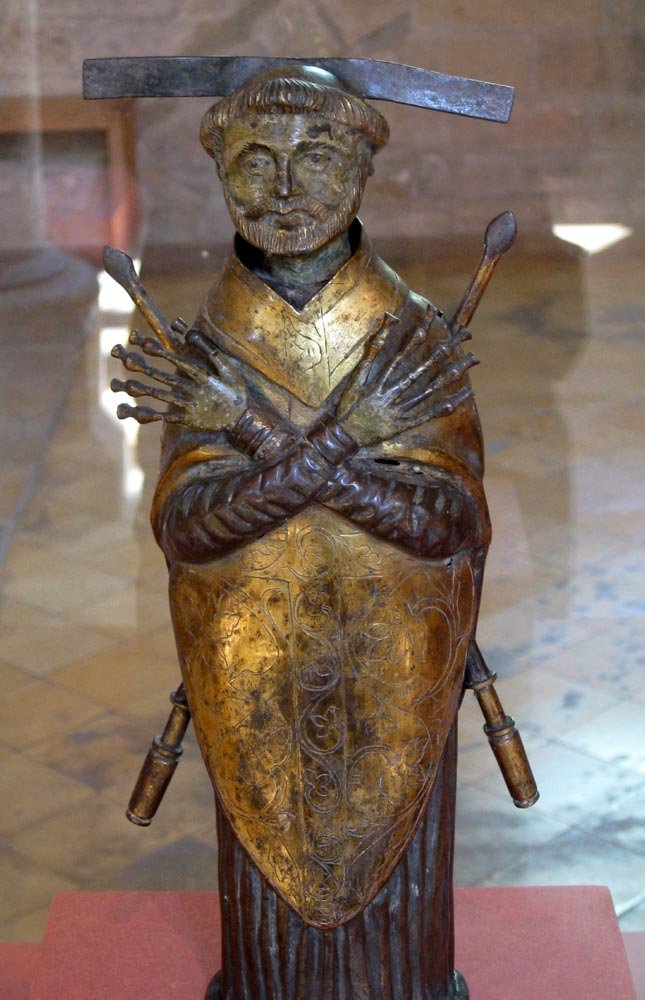
Figur des Hl. Benignus, Archäologisches Museum Dijon

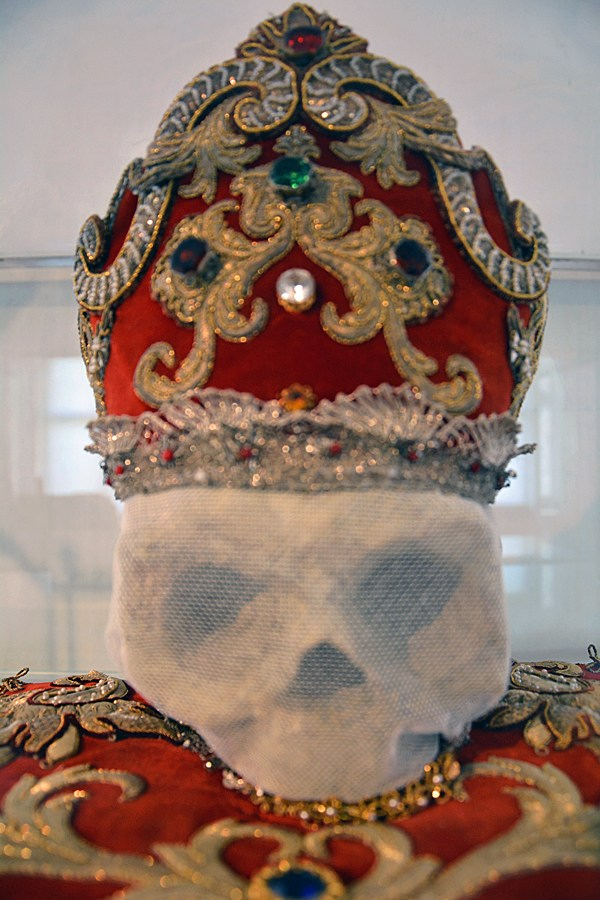
Schädelreliquie des hl. Benignus in der Kartause Ittingen

Benignus von Dijon (lateinisch benignus ‚gütig‘, ‚freundlich‘) († in Dijon) ist ein aus Kleinasien stammender Missionar und Märtyrer. Als Missionar war er im 2. oder 3. Jahrhundert vor allem in Burgund tätig. Sein Gedenktag ist der 1. November. Er ist der Patron von Dijon und der Lombardei.

## Legende
Nach der Legende war Benignus ein Schüler von Polykarp, Bischof von Smyrna, der ihn zur Missionierung nach Gallien schickte, wo er in Autun, Langres und Dijon tätig war. Unter Marc Aurel oder unter Aurelian soll er den Märtyrertod erlitten haben. Da ihn die Hunde, die ihn zerfleischen sollten,  verschont haben, brach man ihm den Schädel mit einer Eisenstange und durchbohrte seinen Leib mit einer Lanze.
Nach seinem Tod soll ihn Léonille, eine Christin, einbalsamiert und ihn in einem Sarkophag aus Stein bestattet haben. Der Sarkophag in Dijon, in dem sich der Leichnam befunden haben soll, ist leer.  Über dem Ort seines Martyriums, der sich zu einem beliebten Pilgerziel entwickelte, wurde eine Kirche und später die Kathedrale von Dijon errichtet.
In der Schatz- und Heiltumskammer Sankt Servatius in Siegburg befinden sich nach der Tradition in einem im 12. Jahrhundert gefertigten Schrein Reliquien des Heiligen.

## Ikonographie
Benignus wird als Priester mit Tonsur, als Abt auf einem Abtsthron, mit einem Schlüssel in der Hand, mit einem Hund an seiner Seite, mit einer Eisenstange im Schädel oder mit Lanzen dargestellt.